# 코크 곡선

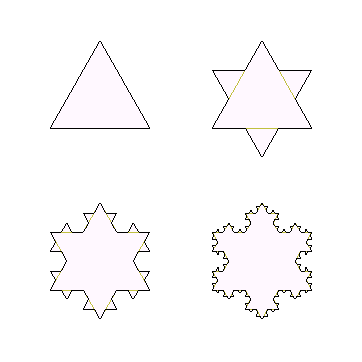
코크 눈송이의 첫 4번째 반복

코크 곡선

코크 곡선(Koch曲線, 영어: Koch curve)는 수학의 곡선으로 가장 처음에 나온 프랙탈 중의 하나이다. 1904년 스웨덴의 수학자 헬리에 본 코크의 논문 Sur une courbe continue sans tangente, obtenue par une construction géométrique élémentaire에 처음 등장하여 그런 이름이 붙었다.
시작하는 도형이 정삼각형인 경우 코크 눈송이(영어: Koch snowflake)라 하고 다음과 같이 만든다.
1. 정삼각형을 그린다.
2. 각 변을 3등분해서, 한 변의 길이가 이 3등분의 길이와 같은 정삼각형을 붙인다.
3. 2.의 과정을 무한히 반복한다.

## 성질
- 코크 눈송이의 둘레의 길이는 무한하고, 넓이는 {\displaystyle {\frac {\sqrt {3}}{4}}\left\{1+\lim _{n\to \infty }\sum _{k=1}^{n}{\frac {3}{4}}\times \left({\frac {4}{9}}\right)^{k}\right\}={\frac {2{\sqrt {3}}}{5}}}이다).[1]
- 자기유사성을 가지고 있다.
- 연속적이지만 모든점에서 미분불가능하다.
- 하우스도르프 차원은 {\displaystyle {\mathbf {log}}_{3}4\approx 1.261}이다.

## 같이 보기
- 자기유사성
- 바이어슈트라스 함수
- 해안선 역설